# Theodor Ellbracht
Theodor Ellbracht (* 16. April 1893 in Iserlohn; † 6. September 1958 ebenda) war ein deutscher Pädagoge und Schriftsteller.

## Leben
Der Sohn eines Malermeisters erwarb 1912 am Realgymnasium in Iserlohn sein Abitur und studierte Germanistik und neuere Sprachen in Münster und Freiburg. Er wurde zum Dr. phil. promoviert. Ellbracht unterrichtete in Iserlohn und Gelsenkirchen. Von 1927 bis 1944 war er als Studienrat in Kleve, anschließend im Märkischen Gymnasium Iserlohn tätig.

## Werke
- Iserlöuhn blitt Iserlöuhn! Plaudereien und Gedichte in sauerländischer Mundart. Selbstverlag, Kleve, 1939. Zweite Auflage:  NSDAP-Ortsgruppe Iserlohn, Iserlohn, 1941.
- Meine Erinnerungen an den Professor Franz Jostes zu Münster. Regensberg, Münster, 1948.
- Die Sprache der Drahtindustrie in der Grafschaft Mark. Dissertation 1916. Herausgegeben und für den Druck überarbeitet von Peter Frebel, Altena, 1970.